# Valvola RAVE

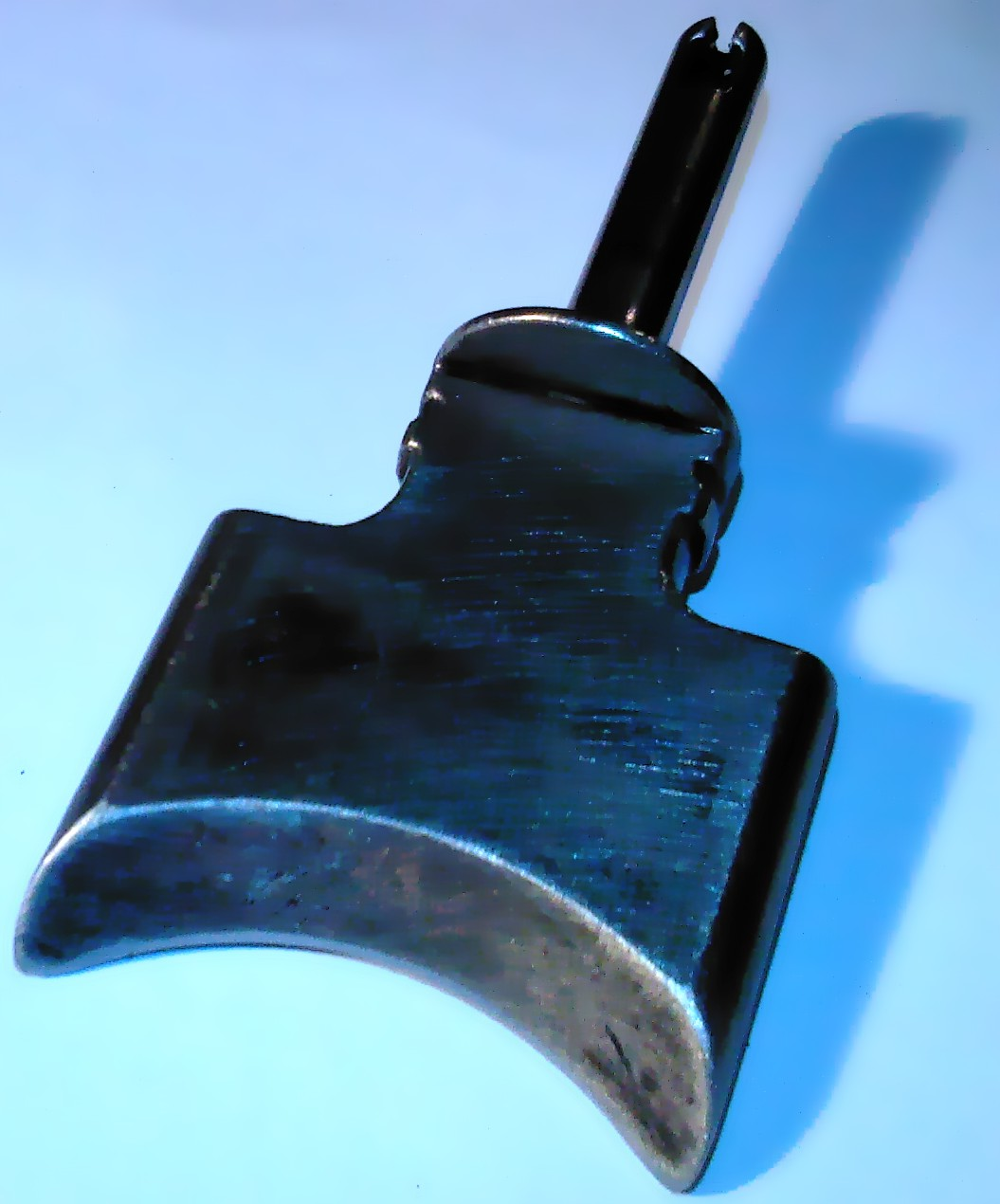
Ghigliottina del sistema RAVE_E

La valvola allo scarico RAVE (acronimo di Rotax Adjustable Variable Exhaust) è un tipo di valvola parzializzatrice utilizzata dai motori Rotax.

## Uso
Questo componente viene utilizzato dalla casa austriaca sia sui motori 125 per Go-Kart sia su altri propulsori destinati alle motociclette come ad esempio sul molte Aprilia ad esempio RS 125 , Af1, Tuareg, Rx etc.(tuttavia per via delle limitazioni del codice della strada non è più montata di serie); Ma alcuni cilindri restano predisposti.

## Tipologia
Ne esistono di tre tipi: Rave_1 non regolabile , Rave_2 regolabile e Rave_E, che comunque condividono la ghigliottina che scorre su due guide attraverso la luce di scarico del cilindro:
- Pneumatica (RAVE montata sui propulsori più datati R.127 e RAVE 2 montata dai propulsori R.127 in poi), è il controllo più semplice e di dimensioni ridotte, che non necessita di corrente o controlli elettronici, infatti è posta proprio sul cilindro sopra l'entrata della ghigliottina. Questa valvola per funzionare sfrutta la pressione creata dall'espulsione dei gas di scarico nell'espansione, la quale va ad agire su una membrana che apre la valvola, messa in comunicazione con lo scarico tramite un semplice foro (2 nel caso della Rave_1), inoltre per poter variare il regime d'intervento si ha una molla che contrasta la membrana facendo rimanere la valvola chiusa e che tramite un pomello (Rave_2) viene regolata nel precarico, determinando il regime d'apertura.(Rave_1 a 7.000 rpm circa)
- Elettronica (Rave_E) Questo sistema è composto da: ghigliottina con molla di richiamo (posizione di chiusura), cavo, solenoide, centralina elettronica. Ad un determinato numero di giri (7100, 7800, 8400 a seconda della tipologia di cilindro, rispettivamente 223362, 223616, 223610) la centralina invia il comando al solenoide (una sorta di relè) che tira il cavo il quale apre la valvola.
Questa versione è caratterizzata dall'apertura della valvola al di sotto dei 3000 giri/minuto circa, in modo da evitare d'imbrattare la valvola.[1]